# 桂北螺序草
桂北螺序草（学名：Spiradiclis luochengensis）为茜草科螺序草属下的一个种。其种加词“luochengensis”意为“广西罗城的”。